# René Vollath
René Vollath (Amberg, 1990. március 20. –) német labdarúgó, a Türkgücü München kapusa.

## Pályafutása

### A válogatottban
A német ifjúsági labdarúgó-válogatottakban (az U16-ban, az U17-ben, az U18-ban és az U20-ban) játszott, összesen 14 alkalommal lépett pályára.
Részt vett Dél-Koreában az U17-es csapattal a 2007-es U17-es labdarúgó-világbajnokságon, ahol a harmadik helyen végeztek.

## Sikerei, díjai
- Németország U17
  - U17-es labdarúgó-világbajnokság bronzérmes: 2007